# Gøril Snorroeggen
Gøril Snorroeggen (født 15. februar 1985 i Trondheim) er en norsk tidligere håndboldspiller og dobbelt olympisk mester.
Snorroeggen har tidligere spillet for Byåsen HE og Team Esbjerg.